# Sageretia wallichii
Sageretia wallichii är en brakvedsväxtart som beskrevs av M.M. Bhandari och A.K. Bhansali. Sageretia wallichii ingår i släktet Sageretia och familjen brakvedsväxter. Inga underarter finns listade i Catalogue of Life.